# Szent László-templom (Pozsony)

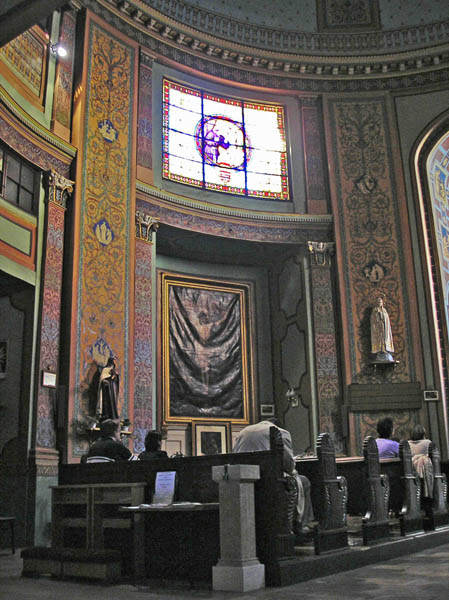
A Szent László-templom beltere

A pozsonyi Szent László-templom (szlovákul Kostol svätého Ladislava) Pozsony-Óváros kerületében található, az Ispotály utcában (Špitálska ulica). A templom a mellette található négyszárnyas kórház része, melyet 1830 és 1832 között építettek klasszicista stílusban idősebb Feigler Ignác tervei szerint. A templom főoltárán található kép Szent László apoteózisát ábrázolja. A képet Lütgendorf Ferdinánd készítette 1830-ban. 1891-ben ifjabb Storno Ferenc restauráltatta a templomot, ő készítette a templom festett üvegablakait is. 1927-ben az eredetileg fehér falakat különböző dekoratív motívumokkal díszítették, amelyek kicsit megváltoztatták a templom eredeti klasszicista képét. A templom főoltára fölött Storno Ferenc javaslatára a Szentháromság van ábrázolva.